# 李戴
李戴（1537年—1607年），字仁夫，號對泉，河南延津縣（今河南省延津縣）人，明朝政治人物，官至吏部尚書，因牽扯妖書案而被神宗強令辭職。

## 生平

### 早期生涯
少年時与同乡劉致中有“双凤”之譽。嘉靖四十年（1561年）辛酉科河南乡试第二十七名举人，隆慶二年（1568年），李戴登戊辰科三甲八十六名進士，授興化縣知縣，為政廉潔。隆慶六年，擔任戶科給事中，曾建議取消廣東軍稅。萬曆二年，升任兵科右給事中。萬曆三年，擔任刑科左給事中。萬曆四年，任禮科都給事中，后升任陝西右參政。萬曆五年，擔任陝西左參政。萬曆八年，擔任陝西按察使。萬曆十年，任四川右布政使。萬曆十一年，任山西左布政使。萬曆十四年，擔任都察院右副都御史，后任山東巡撫，任內遇到旱災，請求賑災。萬曆十七年，擔任刑部右侍郎，同年改刑部左侍郎。萬曆十九年，擔任都察院右都御史，后兼戶部右侍郎、總督倉塲。萬曆二十年，任南京工部尚書，改任戶部尚書兼都察院右副都御史，總督漕運廵撫鳳陽。萬曆二十二年，擔任南京戶部尚書。萬曆二十三年，任工部尚書，同年繼母去世，辭職丁憂。

### 主政吏部
萬曆二十六年（1598年），吏部尚書蔡國珍被罷免，當時朝廷推選七名候選，李戴名列最後一名，明神宗則選擇李戴。當時趙志皐、沈一貫輔政，雖然不敢干涉吏部權限，然而吏部缺少官員時，九卿及科道掌印者全都自己推舉然後聽從上級裁定，而吏部的官員也由九卿推舉，吏部尚書一職則不能選擇自己下屬，而在外地的府級副官、州縣官員則用掣簽方法，吏部的權力日益削減。李戴即任后，仍然謹守規定，於是倖免無罪。
萬曆二十七年京察，編修劉綱、中書舍人丁元薦、南京評事龍起雷曾經以言事忤逆皇帝，三人全被閒置觀察，當時朝廷上下對李戴不滿。當時國本之爭尚未結束，皇長子冠婚始終推延，李戴每次都勸導朝廷大臣進諫。
萬曆三十年（1602年）二月，明神宗生病，下詔罷免礦稅、釋放牢獄囚犯、記錄朝廷進言。幾天後，神宗病稍微康復，馬上命恢復礦稅。李戴率眾進言反對，后被太僕卿南企仲彈劾，李戴請求辭職，神宗沒有准許。李戴於是再次進言反對礦稅，均沒有得到批准。當時稽勳郎中趙邦清素來剛介，被給事中張鳳翔所彈劾。趙邦清懷疑此次彈劾書來自文選郎中鄧光祚、驗封郎中侯執躬授意，於是上疏辯白。隨後御史沈正隆、給事中田大益交替上疏彈劾趙邦清。趙邦清憤怒之下，把鄧光祚、侯執的私事公開發佈；鄧光祚隨後也大力上疏攻擊，吏部內訌不息，而李戴卻無法阻擋。御史左宗郢、李培於是彈劾李戴沒有表率，李戴也因此借病乞求歸鄉。神宗挽留，并降趙邦清三級，并批准鄧光祚、侯執歸鄉，此時方才平息。

### 妖書案與辭職
萬曆三十一年（1603年），第二次妖書案爆發，錦衣衛官王之楨等人與同僚周嘉慶有仇，稱妖書是周嘉慶所寫，神宗將周嘉慶逮入詔獄。周嘉慶是李戴的外甥，在會審時，李戴藉此迴避。神宗聽到後感到厭惡，恰好時任吏部考功司員外郎的王士騏（王世貞之子）牽連此案事發，下吏部商議。神宗指責李戴不能節制下屬，李戴引罪辭職，然而上疏時候用錯印，再次被群臣圍攻。李戴被迫上疏道歉，仍然使用錯誤的印章。神宗大怒，命其辭職，被奪郎中以下俸祿。
李戴在吏部六年，為官温和，有長者之風，然而名望卻不如陸光祖等人。當時趙志皐、沈一貫控制內閣，李戴不敢表示異議，導致吏部為政日益頹廢。萬曆三十五年卒，年七十一，贈少保。

## 家族
曾祖李珩。祖父李𣵛，监生。父李啓東。母高氏，继母閻氏。慈侍下。弟李坤、李垣、李載、李坫、李城、李均。
無子，以弟李載之子序品为嗣子，一女嫁劉致中之子劉永脉，一女嫁德安府通判张方亨。

## 延伸阅读
[在维基数据编辑]
 《明史卷二百二十五》，出自《明史》